# Diocesi di Down e Connor

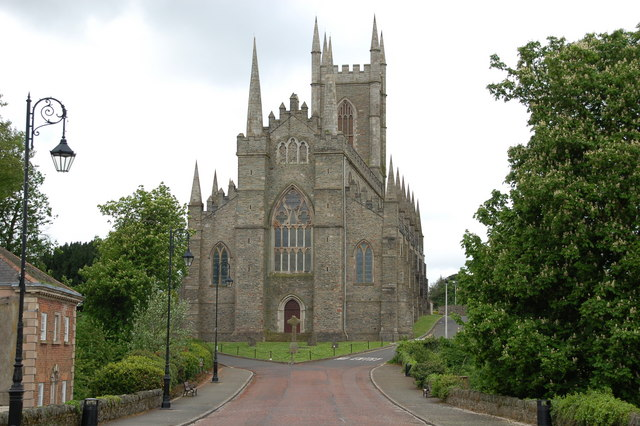
L'antica cattedrale cattolica di Down, ridotta in rovina nel 1539 e restaurata in forme gotiche nel XVIII-XIX secolo, è oggi una cattedrale della Chiesa d'Irlanda.

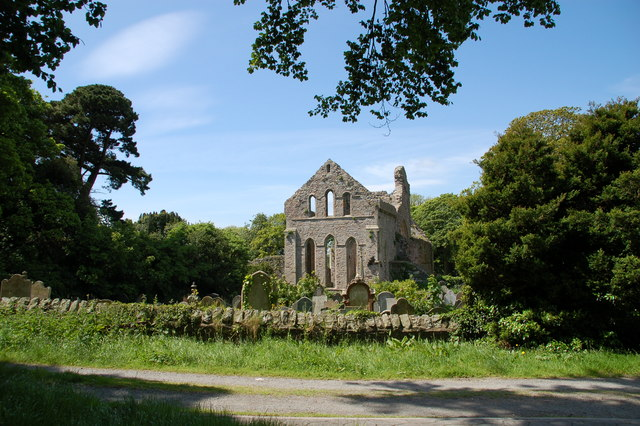
Resti dell'abbazia cistercense di Grey (Grey Abbey), fondata nel 1193.

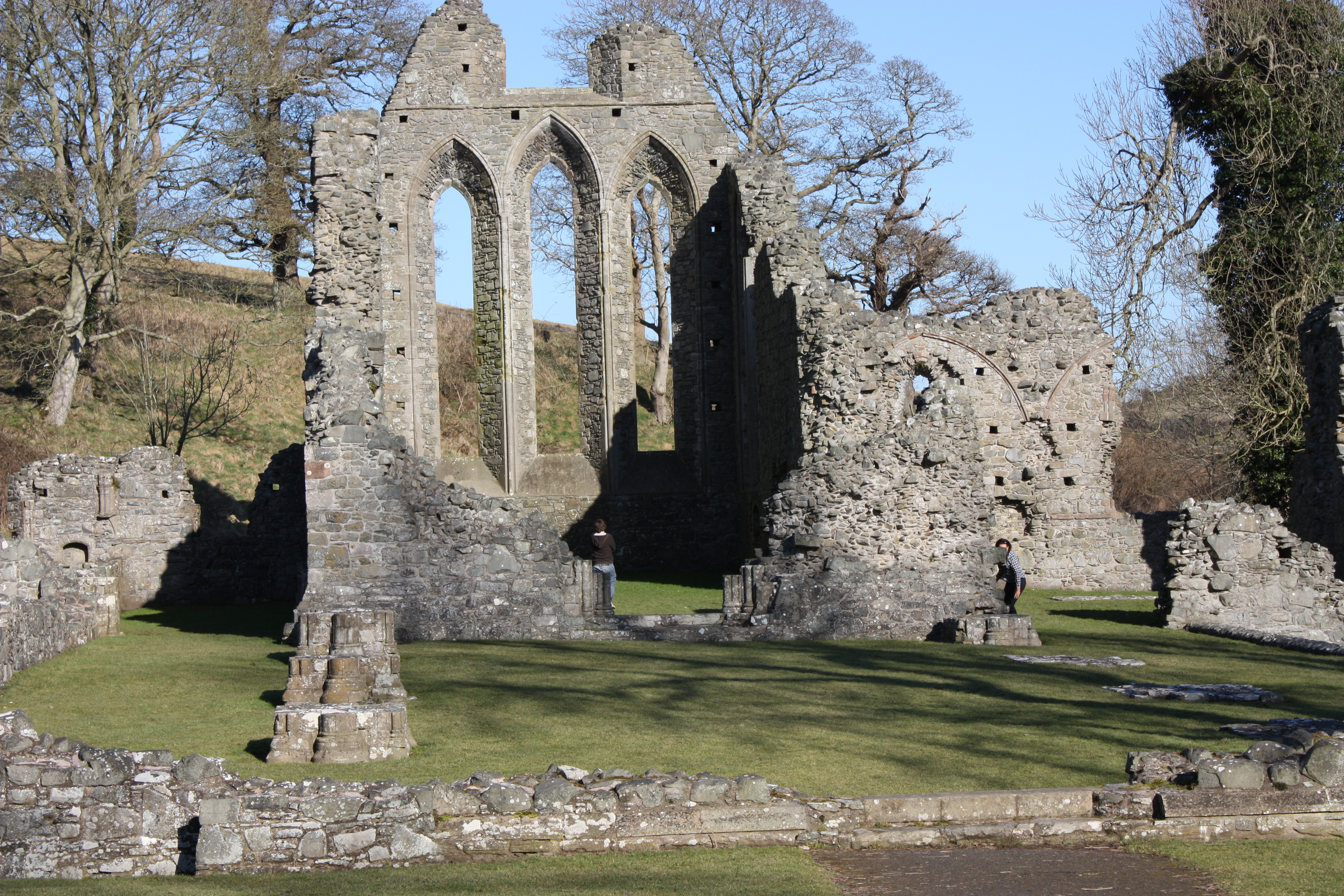
Resti dell'abbazia cistercense di Inch, presso Downpatrick, fondata tra il 1187 ed il 1189.

La diocesi di Down e Connor (in latino Dioecesis Dunensis et Connorensis) è una sede della Chiesa cattolica in Irlanda suffraganea dell'arcidiocesi di Armagh. Nel 2021 contava 403.000 battezzati su 977.370 abitanti. È retta dal vescovo Alexander Aloysius (Alan) McGuckian, S.I.

## Territorio
La diocesi si estende nell'Irlanda del Nord e comprende la maggior parte delle contee di Antrim e di Down, nonché una parte minore della contea di Londonderry.
Sede vescovile è la città di Belfast, dove si trova la cattedrale di San Pietro.
Il territorio si estende su 2.419 km² ed è suddiviso in 87 parrocchie.

## Storia
Le origini delle diocesi sono abbastanza oscure: la diocesi di Down risalirebbe al V secolo e quella di Connor al VI secolo. Tuttavia, fino al XII secolo la Chiesa in Irlanda era piuttosto articolata in circoscrizioni ecclesiastiche che facevano capo ai monasteri, dove gli abati a volte ricevevano la consacrazione episcopale. Ciò spiegherebbe anche come nel primo millennio sia alla sede di Down sia alla sede di Connor appaiono associate sedi minori, delle quali non si conserva né la cronotassi, né appare chiaro come si siano estinte. Per Down le sedi minori associate erano Raholp, Gortgrib, Bright, l'isola di Mahee, Moghera, Moville e Bangor. Per Connor le sedi minori associate erano Kilroot, Drumtullagh, Culfeightrim, Coleraine, Inispollen, Armoy e Rashee. Sono noti diversi vescovi di queste sedi minori, che appaiono essere o degli abati consacrati vescovi o dei corevescovi.
La diocesi di Connor è stata fondata da san Mac Nisse, morto nel 514, e originariamente aveva sede nel villaggio di Connor, da dove fu traslata nel Medioevo nell'adiacente monastero agostianiano di Kells. Tra i successori di Mac Nisse si ricordano: Dioma, uno dei vescovi irlandesi a cui la Santa Sede si rivolse in occasione della controversia pasquale nel 640; Aegedcharus, noto per essere uno scrittore o copista; Cuinden, professore ed erudita.
La diocesi di Down è stata fondata, secondo la tradizione, da san Patrizio e la sede vescovile era stabilita nella città di Dun Celtair, oggi Downpatrick. Il primo vescovo di cui si ha conoscenza è san Fergus, morto nel 583. Come per Connor, anche per la sede di Down sono pochi i nomi di vescovi noti per il I millennio.
Il sinodo di Rathbreasail del 1111, che stabilì in Irlanda le circoscrizioni diocesane abolendo quelle monastiche, conservò le sedi di Down e di Connor, mentre le sedi minori appaiono all'epoca già estinte. Nel sinodo vengono definiti anche i territori su cui i vescovi avrebbero esteso la loro giurisdizione: i vescovi di Connor sul territorio di Dalriada e i quelli di Down sul territorio di Ulidia. Il Sinodo di Kells del 1152 confermò le due diocesi. Tra i due sinodi riformatori, le diocesi appaiono unite nella persona del santo vescovo Malachias O'Morgair, che fu tra i principali riformatori della Chiesa irlandese del XII secolo.
L'invasione degli anglo-normanni colpì anche le diocesi irlandesi. Nel 1177 il vescovo di Down fu imprigionato da John de Courcy che si era impadronito della città e che nel 1183 espulse i canonici, sostituendoli con monaci benedettini inglesi. La stessa cattedrale di Down modificò il proprio titolo, da quello della Santa Trinità a quello di San Patrizio, le cui reliquie furono traslate solennemente il 9 giugno 1186.
Nel XIII secolo, i capitoli della cattedrale di Down e del monastero di Bangor rivendicarono il diritto di eleggere il vescovo e di essere la vera cattedrale della diocesi. Papa Innocenzo IV pose fine alla questione a favore di Downpatrick nel 1244. Ma la disputa continuò e provocò una crisi nel 1257, quando i due capitoli elessero due vescovi, Reginald e Thomas Liddell. Il primo fu confermato dall'arcivescovo di Armagh; il secondo appellò a Roma, che gli dette ragione nel 1265; pro bono pacis Reginald fu trasferito a Cloyne.
Le liste fiscali dell'inizio del XIV secolo ci danno un quadro statistico delle due diocesi in questo periodo: la diocesi di Down contava 72 parrocchie, 11 vicariati e 40 cappelle; la diocesi di Connor comprendeva 72 parrocchie, 13 vicariati e 3 cappelle.
Le diocesi di Down e di Connor furono unite il 29 luglio 1439 con decorrenza dalla cessazione dell'episcopato dell'ultimo dei due vescovi; questi erano gli accordi presi dai due vescovi, John di Fossade e John Cely, approvati da Enrico VI (1438) e da papa Eugenio IV (1439). Ma le cose si complicarono quando, deposto John Cely nel 1441 per la sua cattiva condotta, l'arcivescovo di Armagh si rifiutò di riconoscere come unico vescovo John di Fossade. Anche la Santa Sede, dimenticando gli accordi presi, contribuì a rendere ancora più confusa la situazione; nel 1445 nominò per le due sedi unite l'agostiniano Ralph Aderle, il quale, prematuramente deceduto, fu sostituito da Thomas Pollard, consacrato a Roma nella basilica di Santa Maria del Popolo. Quando Pollard arrivò in Irlanda trovò la sua sede occupata da John di Fossade e solo dopo la sua morte poté prendere possesso delle sedi unite di Down e Connor.
In seguito alla Riforma protestante, iniziò per la diocesi un periodo turbolento: la successione episcopale si sdoppiò, con la nascita di un episcopato anglicano, e tutte le strutture cattoliche, cattedrali comprese, furono confiscate dagli anglicani. Il vescovo cattolico Miler Magrath abbracciò la confessione anglicana e per questo fu deposto; il suo successore Donat O'Gallagher non raggiunse mai la sua sede; il successore Conor O'Devany, che fu tra i prelati irlandesi che in gran segreto si riunirono nel 1587 per promulgare i decreti del concilio di Trento, venne imprigionato più volte ed infine processato per alto tradimento, condannato a morte e impiccato il 1º febbraio 1612; papa Giovanni Paolo II lo beatificherà come martire il 27 settembre 1992. Dal 1612 la sede rimase vacante fino al 1717, con delle brevi interruzioni.
Un documento del 1615 (chiamato The terrier) riporta la situazione della diocesi a quella data, che comprendeva in tutto 17 parrocchie, 12 nel territorio di Down e 5 in quello di Connor; probabilmente il documento fa riferimento unicamente alle chiese della diocesi dove era presente un prete.
La diocesi risorse gradualmente, a mano a mano che la persecuzione dei cattolici si placava. Nel XIX secolo furono costruite molte nuove chiese, di cui ben quaranta nel periodo dal 1810 al 1840. Verso il 1800 la diocesi comprendeva 33 parrocchie e 12 vicarie; il Catholic Directory del 1845 menziona 37 parrocchie, 24 vicarie e un totale di 82 chiese, mentre quello del 1900 segnala 54 parrocchie, 74 vicarie e un totale di 114 chiese.
La sede vescovile fu traslata a Belfast, città dove nel 1708 c'erano solo sette cattolici e dove la prima chiesa cattolica fu costruita solo nel 1783. L'attuale cattedrale di San Pietro fu costruita a partire dagli anni 1860: ebbe per lungo tempo il titolo di procattedrale e fu dichiarata cattedrale solo nel 1986.
Nel Novecento la diocesi è stata coinvolta in uno scandalo riguardante abusi sessuali su minori commessi decenni prima da due sacerdoti; la diocesi e la vittima si sono accordati in sede extra-giudiziaria con una compensazione nell'ordine delle centinaia di migliaia di euro.

## Cronotassi dei vescovi
Si omettono i periodi di sede vacante non superiori ai 2 anni o non storicamente accertati.

### Vescovi di Down
- San Fergus † (? - 30 marzo 583 deceduto)
- Suibhne MacFergus † (? - 823 deceduto)
- Fingen † (? - 962 deceduto)
- Flaherty † (? - 1043 deceduto)
- Maolkevin † (? - 1086 deceduto)
- Samuel † (menzionato nel 1096)
- Maolmaire † (? - 1117 deceduto)
- Óengus Ua Gormáin † (? - 1123 deceduto)
- San Malachias O'Morgair † (1124 - 1134 nominato arcivescovo di Armagh)
- San Malachias O'Morgair † (1137 - 2 novembre 1148 deceduto) (per la seconda volta)[9]
- Malachias II † (1148 - 1175 deceduto)
- Gilla MacCormic † (1175 - 1175 deceduto)
- Malachias III † (1176 - circa 1201 deceduto)
- Ralph † (1202 - 1213 deceduto)
- Thomas † (1213 - 1242 deceduto)
- Randal † (prima del 1251 - dopo il 30 luglio 1256 deceduto)
- Reginald † (prima dell'11 aprile 1258 - 1265 nominato vescovo di Cloyne)
- Thomas Liddell † (5 giugno 1266 - 1276[10] deceduto)
- Nicholas † (prima del 19 marzo 1276 - 4 marzo 1304 deceduto)
- Thomas Kittell † (luglio 1305 - 1313 deceduto)
- Thomas Bright † (1314 - 1327 deceduto)
- Ralph of Kilmessan, O.F.M. † (12 dicembre 1328 - agosto 1353 deceduto)[11]
- Richard I Calf † (4 dicembre 1353 - ottobre 1365 deceduto)
- William, C.R.S.A. † (8 giugno 1366 - agosto 1368 deceduto)
- Richard II Calf † (19 febbraio 1369 - 16 maggio 1386 deceduto)
- John Ross † (8 novembre 1386 - 1394 deceduto)
- John Donegan, O.S.B. † (16 settembre 1394 - 1412 deceduto)
- John Cely, O.S.B. † (28 luglio 1413 - maggio 1441 deposto)

### Vescovi di Connor
- San Mac Nisse † (? - 3 settembre 514 deceduto)
- San Lughadh † (? - 543 deceduto)
- Dioma † (? - 6 gennaio 659 deceduto)
- San Duchonna † (? - 15 maggio 726 deceduto)
- Aegedcharus (Oegedchair) † (? - 867 deceduto)
- Flanagan MacAllchon † (? - 954 deceduto)
- Maëlbrigid † (? - 956 deceduto)
- Joseph † (? - 965 deceduto)
- Cuinden † (? - 1039 deceduto)
- Flan O'Scula † (? - 1118 deceduto)
- San Malachias O'Morgair † (prima del 1124 - 1134 nominato arcivescovo di Armagh)
- Patrick O'Bainam † (prima del 1152 - ? dimesso)
- Nehemiah † (menzionato nel 1172)
- Reginald † (prima del 1178 - 1225 deceduto)[12]
- Eustace † (prima del 5 maggio 1226 - circa 1241 deceduto)
- Adam, O.Cist. † (1241[13] - 7 novembre 1244 deceduto)
- Isaac of Newcastle † (4 aprile 1245 - 1257 deceduto)
- William † (27 ottobre 1257 - 1260[14] deceduto)
- William de Hay † (10 agosto 1260 - dicembre 1262 deceduto)
- Robert il Fiammingo † (febbraio 1263 - dicembre 1274 deceduto)
- Peter of Donath † (febbraio 1275 - novembre 1292 deceduto)
- John of Corriton † (febbraio 1293 - 1311 deceduto)
- Richard † (1311 - 1320 deceduto)
  - James of Couplith † (26 luglio 1321 - ?) (vescovo eletto)[15]
- John de Egglescliffe, O.P. † (1322 - 20 giugno 1323 nominato vescovo di Llandaff)
- Robert, O.E.S.A. † (20 giugno 1323 - ? deceduto)
- James O'Kearney † (15 maggio 1324 - 1351 o 1352 deceduto)
- William Mercier † (8 luglio 1353 - 1374 deceduto)
- Paul † (11 dicembre 1374 - dopo il 1376 deceduto)
- John † (9 novembre 1389 - dopo il 1411 deceduto)
- John O'Loughry † (22 maggio 1420 - ? deceduto)
- Eugene O'Dhombuail † (5 maggio 1421 - 9 dicembre 1429 nominato vescovo di Derry)
- Donald O'Meirach † (9 dicembre 1429 - ? deceduto)
- John of Fossade (Festade) † (24 gennaio 1432 - 1441 nominato vescovo di Down e Connor)

### Vescovi di Down e Connor
- John of Fossade † (1441 - ?)
- Ralph Aderle, O.E.S.A. † (26 aprile 1445 - ?)
- Thomas Pollard † (21 giugno 1447 - 1450 o 1451 deceduto)
- Richard Wolsey, O.P. † (21 giugno 1451 - ?)
- Thomas, O.S.B. † (24 agosto 1453 - circa 1468 deceduto)
- Thady † (10 luglio 1469 - 1485 deceduto)
- Tiberio Ugolino[16] † (1º settembre 1485 - dopo il 1517)
- Robert Blyth, O.S.B. † (16 aprile 1520 - 1539 deceduto)
- Eugene Magennis † (16 giugno 1539 - 1564 deceduto)
- Miler Magrath, O.F.M.Conv. † (12 ottobre 1565 - 14 marzo 1580 deposto)
- Donat O'Gallagher, O.F.M.Obs. † (23 marzo 1580 - fine del 1581 deceduto)
- Beato Conor O'Devany, O.F.M. † (27 aprile 1582 - 1º febbraio 1612 deceduto)
  - Sede vacante (1612-1630)
- Bonaventura Magennis, O.F.M.Obs. † (22 aprile 1630 - 24 aprile 1640 deceduto)
- Heber MacMahon † (10 marzo 1642 - 27 giugno 1643 nominato vescovo di Clogher)
  - Sede vacante (1643-1647)
- Arthur Magennis, O.Cist. † (11 marzo 1647 - 1652 deceduto)
  - Sede vacante (1652-1671)
- Daniel Mackey † (4 maggio 1671 - 24 dicembre 1673 deceduto)
  - Sede vacante (1674-1717)
- James O'Shiel, O.F.M. † (2 ottobre 1717 - 13 agosto 1724 deceduto)
  - Sede vacante (1724-1727)
- John Armstrong † (7 aprile 1727 - dicembre 1739 deceduto)
- Francis Stuart, O.F.M.Ref. † (19 settembre 1740 - maggio 1749 deceduto)
- Edmund O'Doran † (30 gennaio 1751 - 18 giugno 1760 deceduto)
- Theophilus McCartan † (10 settembre 1760 - 16 dicembre 1778 deceduto)
- Hugh MacMullan † (11 agosto 1779 - 25 ottobre 1794 deceduto)
- Patrick MacMullan † (25 ottobre 1794 succeduto - 25 ottobre 1824 deceduto)
- William Crolly † (6 febbraio 1825 - 8 maggio 1835 nominato arcivescovo di Armagh)
- Cornelius Denvir † (22 settembre 1835 - 4 maggio 1865 dimesso)
- Patrick Dorrian † (4 maggio 1865 succeduto - 3 novembre 1885 deceduto)
- Patrick MacAlister † (26 febbraio 1886 - 26 marzo 1895 deceduto)
- Henry Henry † (6 agosto 1895 - 8 marzo 1908 deceduto)
- John Tohill † (9 giugno 1908 - 4 luglio 1914 deceduto)
- Joseph MacRory † (9 agosto 1915 - 22 giugno 1928 nominato arcivescovo di Armagh)
- Daniel Mageean † (29 maggio 1929 - 17 gennaio 1962 deceduto)
- William J. Philbin † (5 giugno 1962 - 24 agosto 1982 ritirato)
- Cahal Brendan Daly † (24 agosto 1982 - 6 novembre 1990 nominato arcivescovo di Armagh)
- Patrick Joseph Walsh † (18 marzo 1991 - 22 febbraio 2008 ritirato)
- Noël Treanor † (22 febbraio 2008 - 26 novembre 2022 nominato nunzio apostolico presso l'Unione europea)[17]
- Alexander Aloysius (Alan) McGuckian, S.I., dal 2 febbraio 2024

## Statistiche
La diocesi nel 2021 su una popolazione di 977.370 persone contava 403.000 battezzati, corrispondenti al 41,2% del totale.
| anno | popolazione | popolazione | popolazione | presbiteri | presbiteri | presbiteri | presbiteri                | diaconi | religiosi | religiosi | parrocchie |
| anno | battezzati  | totale      | %           | numero     | secolari   | regolari   | battezzati per presbitero | diaconi | uomini    | donne     | parrocchie |
| ---- | ----------- | ----------- | ----------- | ---------- | ---------- | ---------- | ------------------------- | ------- | --------- | --------- | ---------- |
| 1950 | 182.186     | 755.382     | 24,1        | 264        | 213        | 51         | 690                       |         | 112       | 514       | 62         |
| 1970 | 259.006     | 985.748     | 26,3        | 341        | 257        | 84         | 759                       |         | 245       | 2         | 73         |
| 1980 | 297.000     | 1.060.000   | 28,0        | 277        | 207        | 70         | 1.072                     |         | 217       | 389       | 76         |
| 1990 | 298.000     | 1.162.000   | 25,6        | 282        | 213        | 69         | 1.056                     |         | 149       | 437       | 84         |
| 1999 | 307.394     | 1.000.000   | 30,7        | 275        | 208        | 67         | 1.117                     |         | 118       | 335       | 88         |
| 2000 | 310.513     | 1.000.000   | 31,1        | 272        | 205        | 67         | 1.141                     |         | 114       | 327       | 88         |
| 2001 | 312.056     | 1.000.000   | 31,2        | 272        | 201        | 71         | 1.147                     |         | 113       | 310       | 88         |
| 2002 | 315.381     | 1.000.000   | 31,5        | 267        | 196        | 71         | 1.181                     |         | 111       | 305       | 88         |
| 2003 | 313.093     | 1.000.000   | 31,3        | 251        | 190        | 61         | 1.247                     |         | 99        | 293       | 88         |
| 2004 | 317.622     | 1.000.000   | 31,8        | 253        | 189        | 64         | 1.255                     |         | 101       | 289       | 88         |
| 2006 | 321.021     | 1.000.000   | 32,1        | 243        | 183        | 60         | 1.321                     |         | 93        | 266       | 88         |
| 2013 | 464.429     | 1.017.000   | 45,7        | 219        | 167        | 52         | 2.120                     |         | 79        | 192       | 87         |
| 2016 | 467.500     | 1.022.000   | 45,7        | 218        | 164        | 54         | 2.144                     |         | 77        | 157       | 87         |
| 2019 | 402.470     | 977.600     | 41,2        | 208        | 153        | 55         | 1.934                     | 8       | 77        | 132       | 87         |
| 2021 | 403.000     | 977.370     | 41,2        | 190        | 141        | 49         | 2.121                     | 8       | 71        | 111       | 87         |